# Folytonos függvény
A matematikában, közelebbről a matematikai analízisben egy {\displaystyle f} függvény folytonossága az {\displaystyle x} helyen azt jelenti, hogy {\displaystyle x} kis megváltoztatása esetén a hozzá tartozó függvényérték, az {\displaystyle f(x)} is csak kicsit változik. A „kis változás” matematikailag a határérték segítségével értelmezhető. A folytonosság lokális (helyi) tulajdonság, a függvény értelmezési tartományának egy pontjában definiált fogalom (pontbeli folytonosság).
A korlátos és zárt intervallumon értelmezett valós függvények esetén beszélhetünk intervallumon való folytonosságról. (Vö.: Darboux-tulajdonság.) Ez utóbbiak szemléletesen mutatják a folytonos függvényekről alkotott intuitív képet, miszerint ezeknek a grafikonja a ceruza felemelése nélkül megrajzolható.
Némileg bonyolultabb, illetve szerteágazóbb probléma a görbék, illetve más geometriai alakzatok folytonosságának kérdése általában. Ezzel a topológia foglalkozik. A probléma részben visszavezethető a valós-valós függvények folytonosságának és határértékeinek  vizsgálatára, de ettől függetlenül és jóval általánosabb keretek között, például valamely topológiai axiómarendszer vagy struktúra segítségével is tárgyalható.

## Pontbeli folytonosság

### Definíció
Azt mondjuk, hogy a valós számok egy {\displaystyle A} részhalmazán értelmezett {\displaystyle f:A\to \mathbb {R} } függvény folytonos az értelmezési tartományának egy {\displaystyle u} pontjában, és ezt {\displaystyle f\in C(u)}-val jelöljük, ha minden {\displaystyle \varepsilon } pozitív számhoz létezik olyan {\displaystyle \delta } pozitív szám, hogy minden olyan {\displaystyle x\in A} számra, amely {\displaystyle u}-tól {\displaystyle \delta }-nál kisebb mértékben tér el, teljesül, hogy az {\displaystyle f(x)} függvényérték {\displaystyle \varepsilon }-nál kisebb távolságra van {\displaystyle f(u)}-tól. Azaz
{\displaystyle \forall \varepsilon >0\quad \exists \delta >0\quad \forall x\in A\quad (\;|x-u|<\delta \;\Rightarrow \;|f(x)-f(u)|<\varepsilon )}
Magyarázat: a függvény {\displaystyle u}-beli folytonossága azt jelenti, hogy akármilyen kicsi {\displaystyle \varepsilon } hibakorlátot is szabunk, mindig lesz az {\displaystyle u} körül olyan kis {\displaystyle (u-\delta ,u+\delta )} intervallum, amelyen belüli {\displaystyle x}-ekre a függvény {\displaystyle f(x)} értékei a hibakorlátnál – {\displaystyle \varepsilon }-nál – kisebb mértékben térnek el {\displaystyle f(u)}-tól.

### Folytonosság jellemzése határértékkel
Legyen {\displaystyle f} a valós számok egy {\displaystyle A} részhalmazán értelmezett, valós értékű függvény és legyen {\displaystyle u\in A}. Az, hogy az {\displaystyle f} függvény az {\displaystyle u} pontban folytonos, egyenértékű azzal, hogy
- {\displaystyle u} az {\displaystyle A}-nak vagy izolált pontja, vagy
- {\displaystyle u} az {\displaystyle A}-nak torlódási pontja és létezik az {\displaystyle f(u)}-val egyenlő {\displaystyle \lim \limits _{x\to u}f(x)} határérték.

{\displaystyle u} torlódási pontja {\displaystyle A}-nak, ha bármely pozitív {\displaystyle \varepsilon }-hoz létezik {\displaystyle A}-nak olyan {\displaystyle u}-val nem egyenlő eleme, melynek távolsága {\displaystyle u}-tól kisebb, mint {\displaystyle \varepsilon }. {\displaystyle A}-nak izolált pontja {\displaystyle u}, ha nem torlódási pontja, azaz létezik olyan pozitív {\displaystyle \varepsilon }, melyre {\displaystyle A}-nak nincs más eleme az {\displaystyle (u-\varepsilon ,u+\varepsilon )} nyílt intervallumban, csak {\displaystyle u}.

### Átviteli elv
Ezt még Heine-féle definíciónak illetve a folytonosságra vonatkozó átviteli elvnek is szokták nevezni.
Az {\displaystyle f} valós számok halmazának egy {\displaystyle A} részhalmazán értelmezett valós értékű függvény akkor és csak akkor folytonos az {\displaystyle u\in A} pontban, ha minden, az értelmezési tartományában haladó, {\displaystyle u}-hoz konvergáló {\displaystyle (x_{n})} sorozat esetén a függvényértékek {\displaystyle (f(x_{n}))} sorozata is konvergens és az {\displaystyle f(u)} számhoz tart, azaz
{\displaystyle \forall (x_{n}):\mathbb {N} \to A\quad (\;\lim \limits _{n\to \infty }x_{n}=u\;\Rightarrow \;\lim \limits _{n\to \infty }f(x_{n})=f(u))}

## Halmazon való folytonosság
Azt mondjuk, hogy egy {\displaystyle f} függvény folytonos az értelmezési tartományának egy {\displaystyle H} részhalmazán, és ezt {\displaystyle f\in C(H)}-val jelöljük, ha {\displaystyle f} folytonos a {\displaystyle H} halmaz minden pontjában. Röviden csak azt mondjuk, hogy {\displaystyle f} folytonos, és ezt {\displaystyle f\in C}-vel jelöljük, ha {\displaystyle f} folytonos az értelmezési tartományán.
Lásd: Intervallumon értelmezett függvények

### Uniform (egyenletes) folytonosság
Ha {\displaystyle X} és {\displaystyle Y} a valós számok részhalmazai, akkor az
{\displaystyle f:X\to Y} függvény uniform folytonos, ha bármely {\displaystyle \epsilon >0}-ra létezik {\displaystyle \delta >0}, úgy, hogy bármely {\displaystyle x,y\in X}, {\displaystyle |x-y|<\delta } teljesül, hogy {\displaystyle |f(x)-f(y)|<\epsilon }.
A folytonosság és az uniform folytonosság között az a különbség, hogy az uniform folytonosság esetén a {\displaystyle \delta } értéke csak {\displaystyle \epsilon }-tól függ, magától az {\displaystyle a} ponttól nem.

### Abszolút folytonosság
Legyen {\displaystyle I} a valós számok egy intervalluma. Az {\displaystyle f:I\to R} függvény abszolút folytonos az {\displaystyle I} halmazon, ha bármely pozitív {\displaystyle \epsilon }-hoz létezik egy pozitív {\displaystyle \delta }, úgy, hogy bármely véges sorozatára a páronként diszjunkt {\displaystyle (x_{k},y_{k})} részintervallumoknak teljesül, hogy:
{\displaystyle \sum _{k}\left|y_{k}-x_{k}\right|<\delta }-ra igaz :{\displaystyle \displaystyle \sum _{k}|f(y_{k})-f(x_{k})|<\epsilon .}.
Az alábbi állítások a valós {\displaystyle f} függvényre vonatkozóan az {\displaystyle [a,b]} kompakt intervallumon ekvivalensek:
1. {\displaystyle f} abszolút folytonos;
2. {\displaystyle f}-nek  majdnem mindenhol létezik egy {\displaystyle f'} deriváltja, amely Lebesgue-integrálható és{\displaystyle f(x)=f(a)+\int _{a}^{x}f'(t)\,dt} bármely {\displaystyle x}-re az {\displaystyle [a,b]} intervallumon;
3. létezik egy {\displaystyle g} Lebesgue-integrálható függvény {\displaystyle [a,b]} intervallumon, úgy, hogy {\displaystyle f(x)=f(a)+\int _{a}^{x}g(t)\,dt} bármely {\displaystyle x}-re az {\displaystyle [a,b]} intervallumon.

Ha a fentiek teljesülnek, akkor majdnem mindenhol {\displaystyle g=f'}. Az első és harmadik pont ekvivalenciáját a Lebesgue-integrálás alaptételének nevezik.

## Szakadás
A valós-valós függvények leképezését legtöbbször egy képlettel adják meg. A függvény vizsgálata, vagyis analízise legtöbbször annak az {\displaystyle D_{f}\subset \Re } halmaznak (értelmezési tartomány) a meghatározásával kezdődik, amelynek minden pontjában értelmezhető a képlet műveletsora, azaz kiszámítható, tehát létezik a megfelelő {\displaystyle f(x)} helyettesítési érték.

### Szinguláris pont
Ha a szakadási helyen a függvény határértéke ±∞, akkor szingularitásról beszélünk.

### Megszüntethető szakadás
Ha egy {\displaystyle v\in \Re } hely a függvény szakadási helye, ahol a határérték létezik és véges, akkor képlet hozzárendelését kiegészítve a {\displaystyle f(v):=\lim[f(x)]} előírással, a (grafikon) szakadása megszüntethető.

### Ugráshely
Egy {\displaystyle v\in D_{f}} hely a függvény ugráshelye, ha létezik mind a bal-, mind a jobb oldali határérték és ezek egyike megegyezik a függvényértékkel.

### Elsőfajú szakadás
Ha a függvénynek a {\displaystyle v} helyen van bal oldali és jobb oldali határértéke, de ezek vagy különbözők, vagy a közös érték nem egyezik meg az {\displaystyle f(v)} helyettesítési értékkel, a szakadás elsőfajú. (A gyakorlati alkalmazásoknál ez utóbbi esetben is megszüntethető a szakadás.)

### Másodfajú szakadás
Minden egyéb esetben, például, ha a jobb és bal oldali határértékek különbözőek (végesek), és egyik sem egyezik meg az {\displaystyle f(v)} helyettesítési értékkel, a szakadás másodfajú és nem megszüntethető.

### Külső hivatkozások
- PlanetMath: continuous Archiválva 2006. szeptember 25-i dátummal a Wayback Machine-ben
- Encyclopaedia of Mathematics: Continuous function